# Pasiano di Pordenone
Pasiano di Pordenone is een gemeente in de Italiaanse provincie Pordenone (regio Friuli-Venezia Giulia) en telt 7547 inwoners (31-12-2004). De oppervlakte bedraagt 45,5 km², de bevolkingsdichtheid is 163 inwoners per km².
De volgende frazioni maken deel uit van de gemeente: Cecchini, Rivarotta, Traffe, Sant'Andrea, Azzanello, Visinale.

## Demografie
Pasiano di Pordenone telt ongeveer 2719 huishoudens. Het aantal inwoners steeg in de periode 1991-2001 met 10,3% volgens cijfers uit de tienjaarlijkse volkstellingen van ISTAT.
| Jaar | Inwoneraantal |
| ---- | ------------- |
| 1991 | 6731          |
| 2001 | 7422          |

## Geografie
Pasiano di Pordenone grenst aan de volgende gemeenten: Azzano Decimo, Gorgo al Monticano (TV), Mansuè (TV), Meduna di Livenza (TV), Porcia, Pordenone, Prata di Pordenone, Pravisdomini.